# Takis Fisas
Panajotis „Takis” Fisas (gr. Παναγιώτης Φύσσας; ur. 12 czerwca 1973 w Atenach) – grecki piłkarz grający na pozycji obrońcy.

## Życiorys
Karierę rozpoczął w Panionios GSS. W seniorskim zespole zadebiutował w sezonie 1990/1991. Po 8 latach gry przeniósł się do Panathinaikosu AO. Wraz z nim zdobył Puchar Grecji w 1998 i mistrzostwo kraju w sezonie 2002/2003, a także zadebiutował w Lidze Mistrzów w sezonie 2001/2002. W 2003 roku został piłkarzem portugalskiego SL Benfica. Wywalczył z tym klubem mistrzostwo i Puchar Portugalii w sezonie 2003/2004. Następnie w latach 2005–2007 grał w szkockim Heart of Midlothian FC. Latem 2007 roku wrócił do Panathinaikosu. W 2008 roku zakończył karierę piłkarską.
W reprezentacji Grecji zadebiutował w 1999 roku w spotkaniu z Finlandią. Od tej pory w kadrze rozegrał 60 meczów i zdobył 4 gole. W 2004 roku zdobył Mistrzostwo Europy, występując na turnieju we wszystkich 6 meczach.